# タオの月
『タオの月』（タオのつき）は雨宮慶太監督・脚本の劇場公開作品。1997年11月29日公開。上映時間96分。

## 概要
映画制作を休止してゲーム制作に携わっていた雨宮慶太の監督復帰作。雨宮は自作に東洋的なビジュアルモチーフを多用しており、本作品では雨宮の念願であったSF時代劇に挑んでいる。
松竹のシネマジャパネスク枠で公開され、キャスティングにも永島敏行や阿部寛、榎木孝明など知名度の高い俳優を起用し、従来の雨宮作品よりも幅広い客層の獲得が目指された。一方で雨宮の代表作『ゼイラム』シリーズ主演の森山祐子も参加しており、本作品では一人三役に挑戦している。
怪物マカラガの造形物は、身長約4メートルにおよぶ1/1モデルが制作され、CGなどと併用された。1/1モデルは内部に人が入り、頭部などを操作している。

## あらすじ
時は戦国の世、浅野忠興の家臣がある日、野伏りからどんな岩をも一刀両断するだけでなく、刃こぼれした刃も再生できる刀を奪ってきた。合戦を控えていた忠興はこの鉄を手中に収めたいと考え、剣の出所をかつての部下で様々な術を身に着けた修験者・酔狂と剣の達人である疾風の2人を調査に向かわせた。出所である宝剣山に向かった酔狂と疾風は道中でれんげという少女に出会う。彼女は宝剣山の近くで一人で住み、蜂蜜とりを生業にしていたが、ある日の夜、考えの相違から仲たがいしたアビラ、マリエン、クズトら3人の異星人が闘うのを森の奥で目撃し、傷ついたクズトからタオと呼ばれる鈴を預かる。れんげの案内により野伏りの里に潜入した酔狂と疾風はそこの支配者である角行に会う。角行は呪術により不思議な鉄を野伏りたちに採掘させては武器を作って革命を起こそうとしていた。角行の悪行を知っていた酔狂は角行を倒そうと立ち向かうが、人々の生き血を吸ってよみがえったマカラガが襲いかかってきた。マカラガとはアビラたちの祖先が作り出した全ての生物を破滅に導く怪物で、角行のエネルギーを吸って巨大化したマカラガを酔狂と疾風はアビラと協力し倒そうとする。

## スタッフ
- 監督：雨宮慶太
- 製作：渡辺繁
- プロデューサー： 久保聡、田口聖
- 脚本：田中徹、松本肇、雨宮慶太
- 助監督：金子功、近藤孔明、松田康洋、山内大輔
- 撮影：木所寛
- 照明：保崎芳美
- 美術：高橋昭彦（現・井口昭彦）
- 操演：根岸泉
- アクションコーディネーター：阿部光男
- 殺陣：東郷秀信
- 造形美術：竹谷隆之
- キャラクターデザイン：雨宮慶太
- コスチュームデザイン：寺田克也
- 衣装：竹田団吾、福田明
- 特殊メイク：中田彰輝
- 刺青：栩野幸知
- 編集：普嶋信一
- ビジュアルエフェクトスーパーバイザー：松本肇
- 音楽：Buddy-ZOO（太田浩一、木下伸司）
- 録音：杉山篤
- 製作協力：クラウド
- 製作：バンダイビジュアル

## キャスト
- マリエン／アビラ／クズト： 森山祐子
- 疾風：阿部寛
- 酔狂：永島敏行
- れんげ：吉野紗香
- 角行： 榎木孝明
- 門番：井田州彦
- 忠興：谷啓（特別出演）
- 武器庫番：螢雪次朗
- マカラガ：佐々木俊宣
- 泥丸：ジーコ内山
- 山助：舘正貴
- デプンの女神：川村千里

## 映像ソフト
- バンダイビジュアルから、1998年6月25日にVHS、7月25日にレーザーディスク[3]、2003年にDVDソフトが発売された。